# Gianni Dell'Orso
Giovanni Dell'Orso, detto Gianni (Roma, 15 febbraio 1941), è un compositore, produttore discografico e editore italiano, fratello minore del compositore e discografico Giacomo Dell'Orso e cognato della cantante Edda Dell'Orso.

## Biografia
Dopo il diploma conseguito al Conservatorio Santa Cecilia di Roma in pianoforte entra nel mondo musicale scrivendo le canzoni del primo 45 giri di Tony Di Mitri, L'hanno ucciso a Roma/Carnevale di sangue, su testi di Maria Teresa Gelli; l'anno successivo entra come assistente musicale alla Parade, dove ha modo di lavorare con Armando Trovajoli, Ennio Morricone, Piero Piccioni, Luis Bacalov e dove inizia l'attività di produttore discografico con il disco di debutto di Edoardo Bennato, Era solo un sogno/Le ombre, di direttore d'orchestra con Fausto Cigliano e di arrangiatore con Donatella Moretti.
Nel 1970 fonda due case discografiche, Help!, che pubblica gruppi di rock progressivo come i Procession, Quella Vecchia Locanda e gli Under 2000, e la GDM Music (specializzata in colonne sonore) e una casa di edizioni musicali, le Edizioni musicali Modulo Uno, che nell'autunno 1974 vende a Saverio Rotondi.
Nel 1979 è il produttore del successo di Pippo Franco Mi scappa la pipì papà, mentre due anni dopo produce La barca non va più di Orietta Berti, in gara al Festival di Sanremo 1981.
A partire dagli anni '80 si dedica a tempo pieno della GDM, ristampando su cd molte colonne sonore in versione più ampia, inserendo musiche che all'epoca per motivi di limitato spazio del 33 giri non erano state inserite acquisendo i cataloghi della General Music e della RCA Original Cast, facendosi affiancare negli ultimi anni dal figlio Paolo.

## Discografia parziale

### Album
- 1971 - The Revelations (Help!, ZSLH 55018; insieme a Giacomo Dell'Orso)
- 1972 - Habitat  (CAM, CrT 002; con lo pseudonimo di The Fine Machine e insieme a Giacomo Dell'Orso e Nico Fidenco)
- 1974 - O.K. ragazzi (RCA Original Cast, SP 10050)

## Filmografia parziale
- L'ultimo guappo, regia di Alfonso Brescia (1978)
- Belli e brutti ridono tutti, regia di Domenico Paolella (1979)
- Esercizi di stile, regia di autori vari (1996)